# Litiopa melanostoma
Litiopa melanostoma là một loài ốc biển, là động vật thân mềm chân bụng sống ở biển thuộc họ Litiopidae.

## Miêu tả
Độ dài vỏ lớn nhất ghi nhận được là 6 mm.

## Môi trường sống
Độ sâu nhỏ nhất ghi nhận được là 0 m. Độ sâu lớn nhất ghi nhận được là 805 m.